# Малахитовая гостиная Зимнего дворца
Малахитовая гостиная
Малахи́товый за́л — парадная гостиная в северо-западной части Зимнего дворца в Санкт-Петербурге, входившая в состав личных покоев супруги Николая I — Александры Фёдоровны. Уникальный интерьер был создан в 1838—1839 годах по проекту архитектора А. П. Брюллова при восстановлении Зимнего дворца после грандиозного пожара, полностью уничтожившего внутреннюю отделку императорской резиденции в декабре 1837 года. От резиденции Российской империи остались тогда голые обгорелые стены.  

## История создания

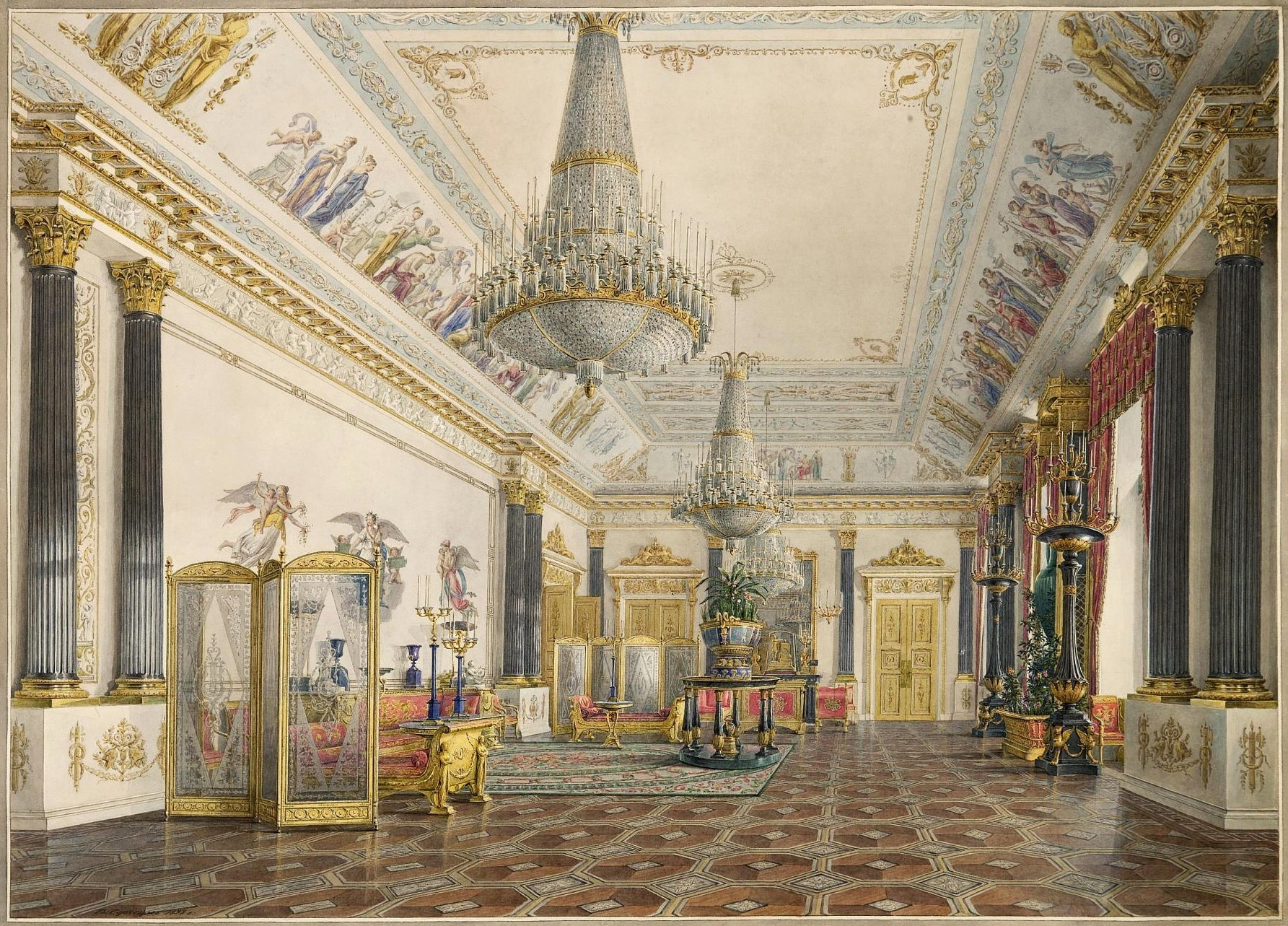
Яшмовая гостиная в Зимнем дворце. 1833 год.

В 1830 году на месте двух Приёмных императрицы архитектором О. Р. Монферраном создаётся один большой зал — Яшмовая гостиная (вид этого зала сохранился на рисунке 1833 года, выполненном Г. Чернецовым). Тогда же появились массивные камины, сдвоенные колонны и пилястры (каннелированные из серо-фиолетовой яшмы). После пожара зал восстановлен А. П. Брюлловым как Малахитовая гостиная.
Малахитовая гостиная имела особый статус в структуре Зимнего дворца, поскольку она была своеобразным «пограничным» помещением между парадными залами дворца и личными покоями императрицы. Этот зал был репрезентативным, и одновременно он открывал анфиладу из трех гостиных на половине императрицы. В этом помещении собирались члены императорской семьи перед так называемыми выходами — строго регламентированными парадными и церемониальными шествиями в Большую или Малую дворцовые церкви или в Тронный зал. Из малахитовой гостиной открывается выход в залы Невской анфилады.
Согласно воле императора, в декоративное убранства зала А. П. Брюллов включил редкий полудрагоценный камень — малахит. С 1830-х годов, после открытия на уральских рудниках Демидовых огромных залежей малахита, этот камень стал широко использоваться. В парадной гостиной императрицы колонны, пилястры и камины выполнены в трудоёмкой технике, которая получила название «русская мозаика»: тонкие пластины камня наклеивали на основу, линии стыков заполняли малахитовым порошком, затем поверхность шлифовали. Сочетание малахита с обильной позолотой свода, дверей, капителей колонн и пилястр вызывало восторг.

Войдя в этот храм богатства и вкуса, недоумеваешь, чему удивляться: роскоши материалов или роскоши мысли художника Брюллова.— Башуцкий А. Возобновление Зимнего дворца в СПб. Спб., 1839
Зал обставили спасённой во время пожара мебелью, выполненной в 1830 году по рисункам Огюста де Монферрана мастером Генрихом Гамбсом. Своё место между окон заняла спасённая малахитовая ваза и восстановленная по чертежам Монферрана сень — большая зеркальная рама с двойными колоннами. Некогда находившиеся здесь торшеры (работа архитектора И. И. Гальберга, 1828 г.) были впоследствии перенесены в Просветы Нового Эрмитажа. 
Создавая Малахитовый зал, Брюллов, казалось бы, сохранил композиционное решение старой гостиной и изменил лишь отдельные элементы, но тем не менее общее впечатление от интерьера изменилось. Основным средством художественной выразительности, нехарактерной для классицизма, стала подчеркнутая контрастность сопоставления декоративных элементов: насыщенного ярко-зеленого малахита, белизны облицованных белым искусственным мрамором стен и обильной позолоты.
На стене напротив окон была воссоздана роспись, которая существовала до пожара. Роспись выполнил автор, который первоначально выполнил эту работу — Антонио Виги. Фигуры были написаны на тонком коленкоре, а затем наклеены на искусственный мрамор. Центральная из трех женских фигур росписи — аллегория Поэзии — была копией с работы художника Возрождения Рафаэля Санти — медальона «Поэзия», венчающего фреску «Парнас» в Ватикане. По сторонам Поэзии изображены аллегорические фигуры, олицетворяющие День и Ночь. Прообразами этих фигур стали барельефы датского скульптора Бертела Торвалдсена.
На протяжении всего XIX века архитектурно-декоративное убранство Малахитового зала оставалось без изменений, и он продолжал играть ту же роль «пограничного» помещения между парадными и жилыми покоями. В 1894—1895 годах интерьеры северо-западного ризалита Зимнего дворца получили новое оформление, поскольку здесь после свадьбы должен был разместиться великий князь Николай Александрович (будущий император Николай II) с супругой, но уникальную отделку Малахитовой гостиной сохранили.
Малахитовая гостиная — единственный сохранившийся образец оформления малахитом целого жилого интерьера. Особенно нарядный вид придает интерьеру сочетание ярко-зеленого цвета камня с обильной позолотой и насыщенным малиновым тоном драпировок.

## События
В 1842 году в Малахитовой гостиной выступал композитор Ференц Лист. В Петербург он прибыл по приглашению императрицы Александры Федоровны спустя 2 года после знакомства с ней на лечении в Эмсе.
В Малахитовой гостиной происходило официальное представление дам императрице. Только после этой процедуры дамы могли получать приглашение на придворные балы.
Здесь 14 ноября 1894 года состоялся обряд одевания к свадьбе принцессы Гессенской Алисы, в православии — Александры Федоровны. В первые годы супружеской жизни Николая II и Александры Федоровны в Малахитовой гостиной проходили семейные завтраки в торжественные праздничные дни.
Во время Первой мировой войны в гостиной проходили заседания благотворительных организаций.
После Февральской революции 1917 года глава Временного правительства А. Ф. Керенский распорядился организовать его работу в Зимнем дворце, и Малахитовый зал стал местом проведения заседаний. Именно здесь проходило заседание правительства в историческую ночь с 25 на 26 октября 1917 года. Когда во время штурма дворца начался обстрел, решено было перейти из Малахитового зала, выходящего окнами на Неву, в соседнюю Белую столовую — более безопасное помещение, обращенное во внутренний двор. Здесь Временное правительство и было арестовано.

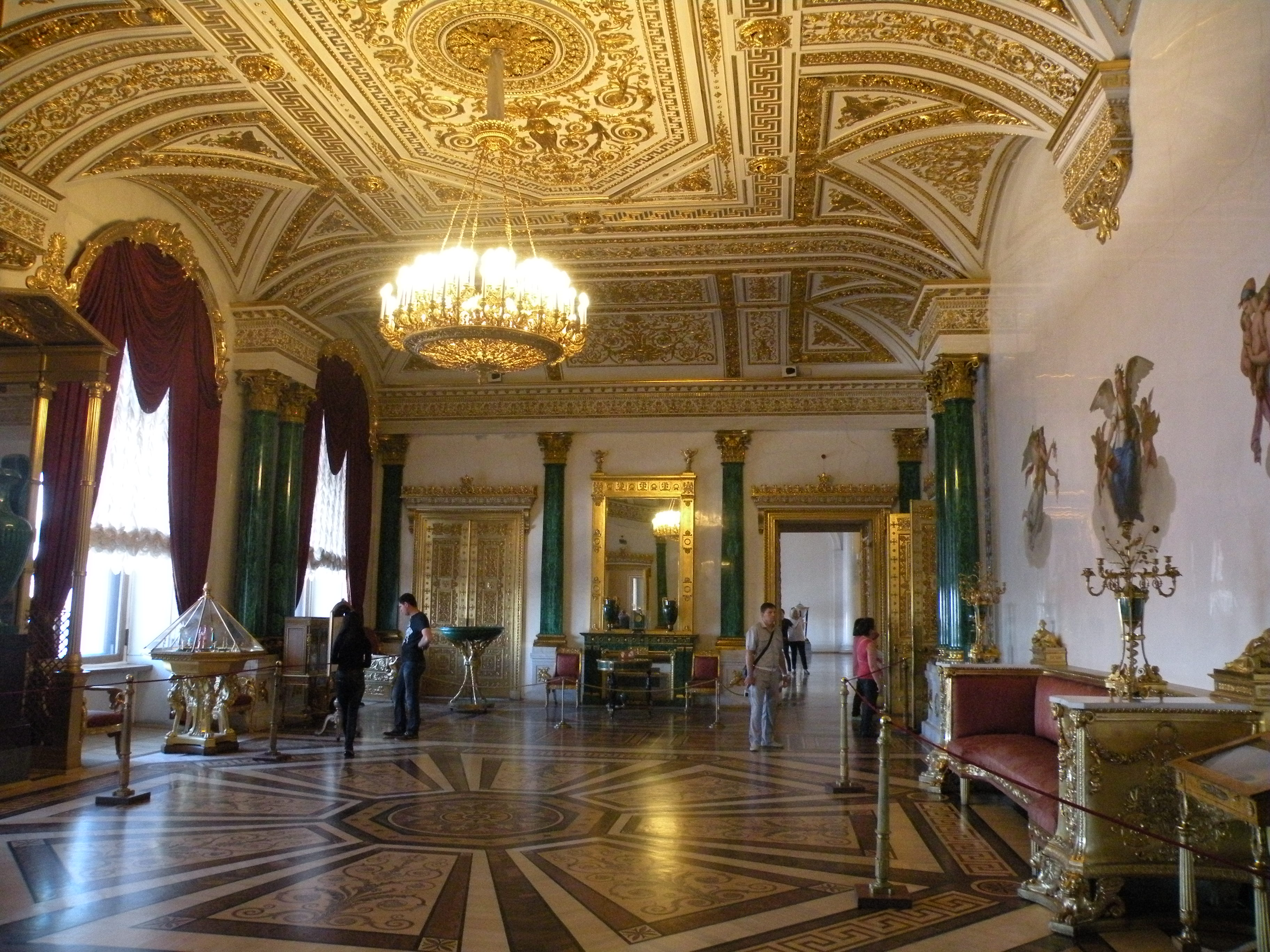
Современный вид
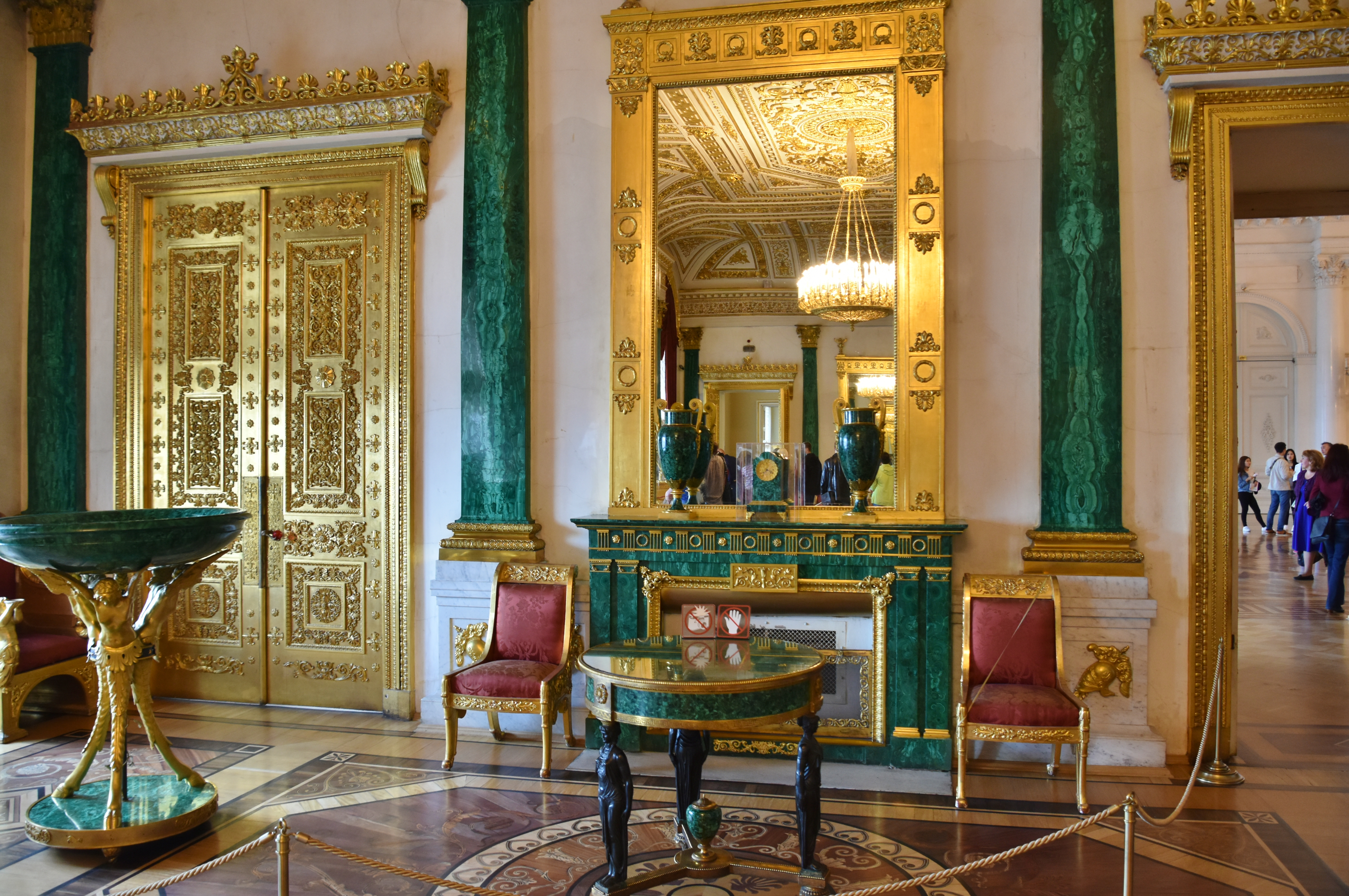
Современный вид
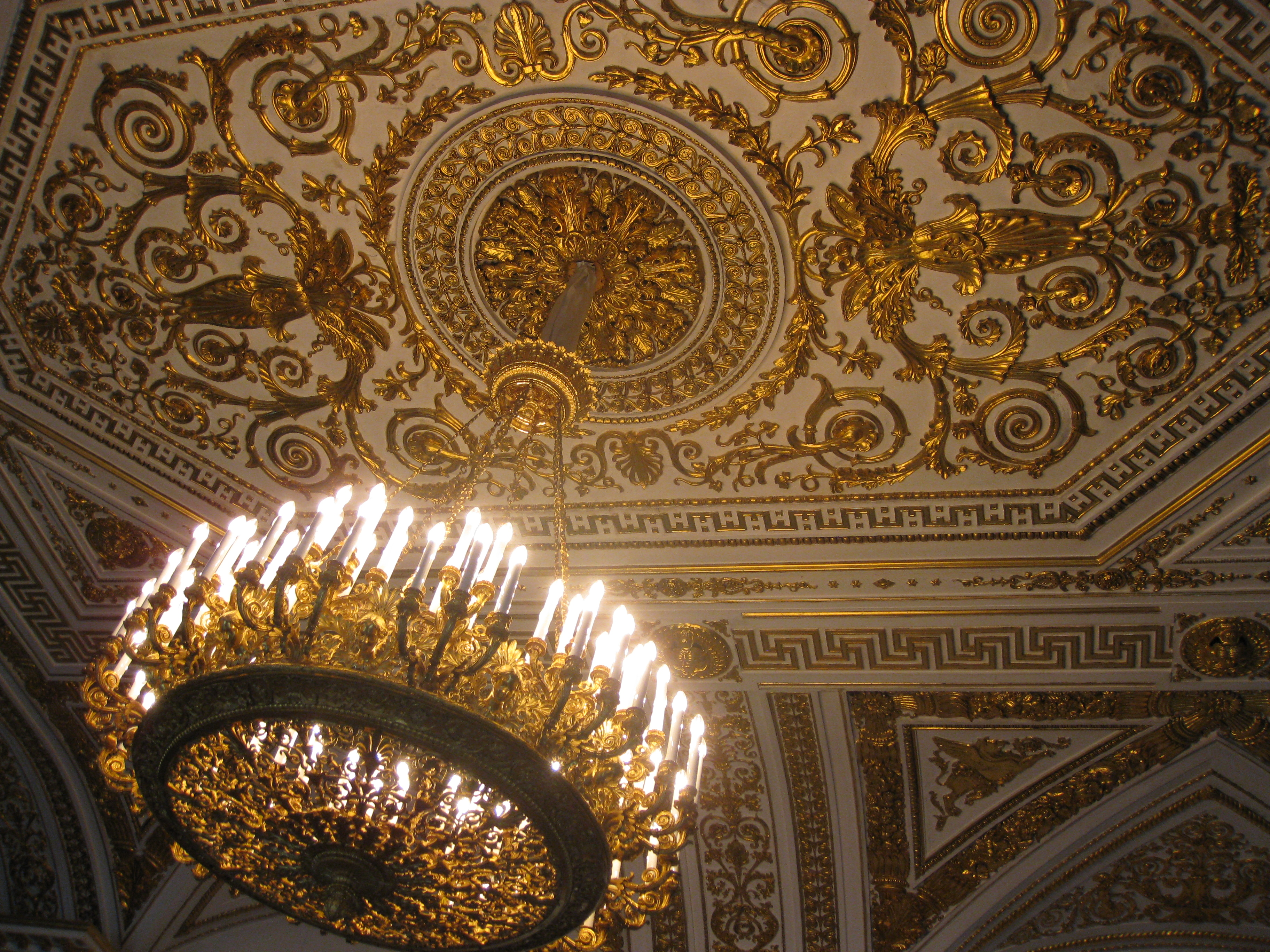
Детали интерьера
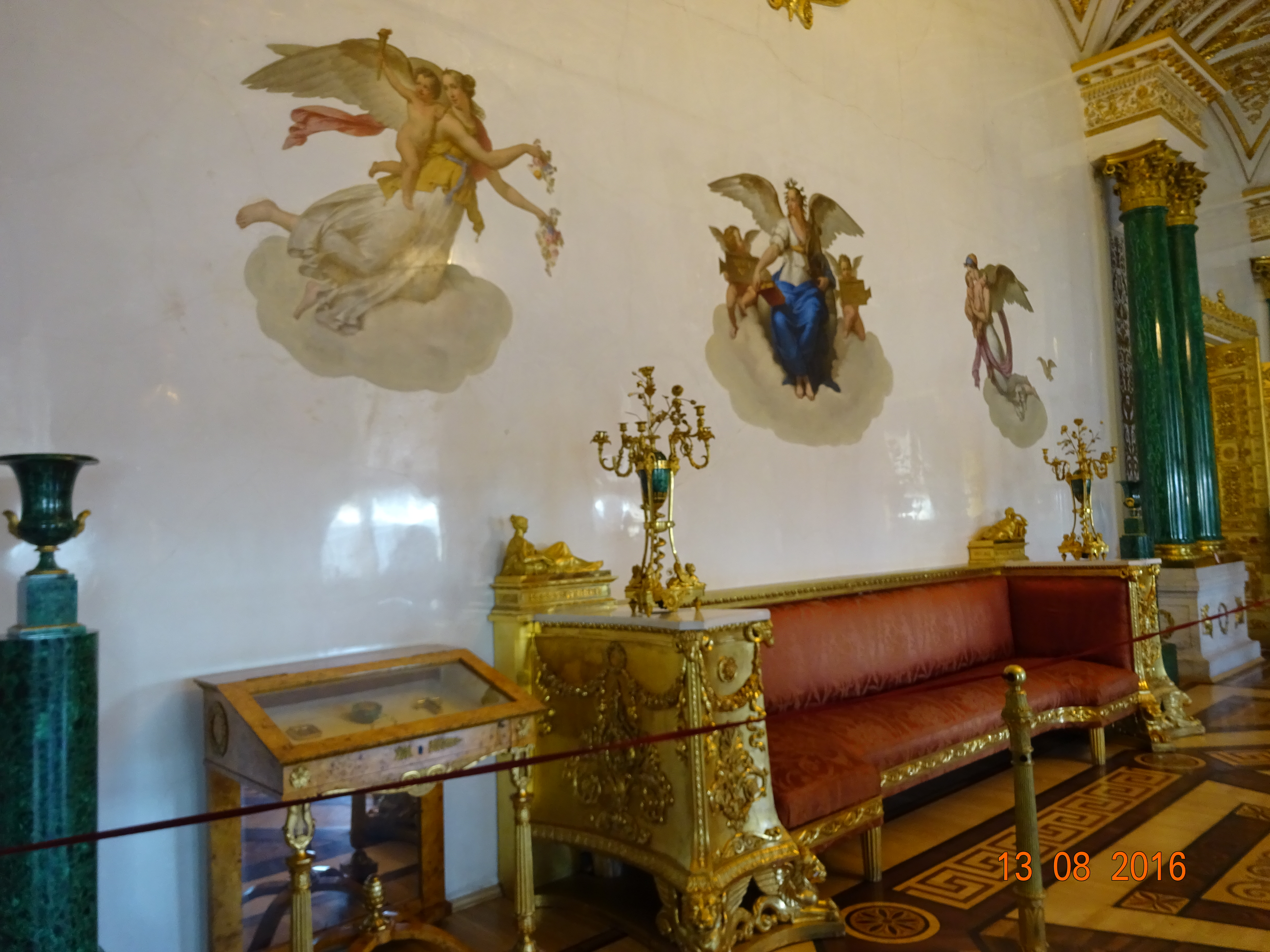
Детали интерьера

## В литературе
Малахитовая палата фигурирует в качестве «точки гештальта» в кульминационном моменте повести П. Бажова «Малахитовая шкатулка».

Царица вышла в комнату-то, куда назначено. Глядит — никого нет. Царицыны наушницы и доводят — турчаниновска невеста всех в малахитову палату увела. Царица поворчала, конечно, — что за самовольство! Запотопывала ногами-то. Осердилась, значит, маленько. Приходит царица в палату малахитову. Все ей кланяются, а Танюшка стоит — не шевельнется.

Царица и кричит:

— Ну-ко, показывайте мне эту самовольницу — турчаниновску невесту!

Танюшка это услышала, вовсе брови свела, говорит барину:

— Это еще что придумал! Я велела мне царицу показать, а ты подстроил меня ей показывать. Опять обман! Видеть тебя больше не хочу! Получи свои камни!

С этим словом прислонилась к стенке малахитовой и растаяла. Только и осталось, что на стенке камни сверкают, как прилипли к тем местам, где голова была, шея, руки.

Все, конечно, перепугались, а царица в беспамятстве на пол брякнула. Засуетились, поднимать стали. Потом, когда суматоха поулеглась, приятели и говорят Турчанинову:

— Подбери хоть камни-то! Живо разворуют. Не како-нибудь место — дворец! Тут цену знают!— Бажов П.П. «Малахитовая шкатулка. Уральские сказы»